# ザット・オールド・フィーリング
「ザット・オールド・フィーリング」(That Old Feeling) は、サミー・フェインが作曲し、ルー・ブラウンが作詞した、ノスタルジアを歌ったポピュラー音楽の楽曲。楽譜は1937年に出版された。
この曲は、1937年の映画『ファッション・タイム (Walter Wanger's Vogues of 1938)』で使われた。映画の中では、ヴァージニア・ヴェリルが歌った。この作品は、第10回アカデミー賞で歌曲賞にノミネートされたが、「麗しのレイラニ (Sweet Leilani)」に敗れ、受賞はならなかった。
この曲は、シェップ・フィールズと彼のリップリング・リズム楽団 (Shep Fields and His Rippling Rhythm Orchestra) が吹き込んだバージョンがすぐにヒットした（当時は一貫性のあるチャートは存在していなかったが、統計を再構成すると1937年に14週にわたってチャート入りし、うち4週は首位に立ったことになる）。ジャン・ガーバーが録音したバージョンも、チャートの10位まで上昇した。
この曲は、スーザン・ヘイワードが主演した1952年の映画『わが心に歌えば (With a Song in My Heart)』でも取り上げられ、ヘイワードの吹き替えでジェーン・フローマンが歌った。1955年には、パティ・ペイジ、フランキー・レイン、バック・クレイトンのバージョンがそれぞれヒットした。
1957年の映画『Spring Reunion』では、ベティ・ハットンがこの曲を歌った。フランク・シナトラは、1960年のアルバム『ナイス・ン・イージー (Nice 'n' Easy)』に収録したバージョンがヒットした。
1981年の映画『白いドレスの女 (Body Heat)』でも、この曲が取り上げられ、夏の屋外コンサートの場面でステージ上のビッグバンドが演奏している。
ハーマン・ローチャーの1971年の小説『おもいでの夏 (Summer of '42)』の19章ではこの曲が大きく取り上げられている。主人公のハーミー (Hermie) が、第二次世界大戦で夫が戦死したことを知らされたばかりのドロシー (Dorothy) を訪問する場面で、彼女はこの曲のレコードをかけて、ハーミーと踊る。
この曲の曲名はそのまま1997年の映画『もう一度アイ・ラブ・ユー (That Old Feeling)』のタイトル（原題）となり、ベット・ミドラーとデニス・ファリーナが主演したこの映画の作中では、パトリック・ウィリアムズや、ルイ・アームストロングとオスカー・ピーターソンが演奏している。